# Bürgerkrieg in Osttimor 1975
Der Bürgerkrieg in Osttimor 1975 war ein Konflikt zwischen der konservativen União Democrática Timorense UDT und der linksgerichteten FRETILIN. Die damalige Kolonie Portugiesisch-Timor wurde zu diesem Zeitpunkt auf die Unabhängigkeit vorbereitet. Da sich in Probewahlen eine Regierung unter der FRETILIN abzeichnete, versuchte die UDT am 11. August den bewaffneten Putsch. Aus den daraus folgenden dreiwöchigen Kämpfen ging die FRETILIN als Sieger vor. 1500 bis 3000 Menschen kamen nach Schätzungen der Empfangs-, Wahrheits- und Versöhnungskommission von Osttimor (CAVR) durch den Konflikt ums Leben. Die Kommission registrierte außerdem 787 Todesfälle außerhalb von Gefechten infolge des Bürgerkrieges. Die meiste Gewalt gab es in den Distrikten Liquiçá, Ermera, Ainaro, Manufahi und Manatuto.

## Hintergrund
Nach der Nelkenrevolution in Portugal 1974 sollten das Kolonialreich aufgelöst und die Länder in die Unabhängigkeit entlassen werden. In Portugiesisch-Timor hatten sich als große Parteien die UDT und die FRETILIN entwickelt, die zunächst gemeinsam mit der portugiesischen Kolonialverwaltung zusammenarbeiteten. Daneben gab es kleine Parteien, wie die von Indonesien finanzierte und von dessen Konsulat in Dili unterstützte APODETI, die den Anschluss an das Nachbarland propagierte, aber nur geringen Rückhalt in der Bevölkerung hatte. Im Frühjahr 1975 konnte die FRETILIN sich auf eine Mehrheit der Bevölkerung in ganz Osttimor stützen. Am 13. März 1975 wurden im Rahmen des Dekolonisationsprogramms Wahlen im Distrikt Lautém durchgeführt. Ziel war es, die traditionellen Herrschersysteme zu ersetzen. Bei diesem Pilotprojekt für Lokalwahlen gab es keine Parteilisten oder -kandidaten. Die Wähler warfen einfach Kieselsteine in Körbe der Kandidaten, um ihre Stimme abzugeben. FRETILIN-nahe Kandidaten konnten sich hier klar gegen UDT-Kandidaten durchsetzen.
Während die anderen portugiesischen Kolonien nach und nach in die Unabhängigkeit entlassen wurden, verzögerte sich die Umsetzung in Osttimor. Zwischenzeitlich intrigierte der indonesische Militärgeheimdienst Bakin unter General Ali Murtopo mit der Operation Komodo (indonesisch Operasi Komodo, nach dem Komodowaran) und schürte den Konflikt zwischen den verschiedenen politischen Lagern. Indonesische Offiziere besuchten dazu Portugiesisch-Timor. Im April 1975 traf eine Delegation unter Führung von Oberst Sugianto und Oberst Suharto Pitut in Dili den portugiesischen Gouverneur Mário Lemos Pires und Vertreter der Parteien FRETILIN, UDT und APODETI. Im selben Monat lud General Ali Murtopo UDT- und FRETILIN-Gesandte nach Jakarta. Direkt nach Rückkehr der Parteivertreter nach Timor traf sich die Zentralkommission der UDT und beschloss das Ende der Koalition mit der FRETILIN. Im Mai lud der indonesische Geheimdienst erneut UDT-Mitglieder zu Gesprächen ein und machte deutlich, dass Indonesien niemals eine unabhängige Regierung unter Beteiligung der als kommunistisch verschrienen FRETILIN akzeptieren würde. Die vermeintliche „kommunistische Bedrohung“ in der Zeit des Kalten Krieges und kurz nach dem Vietnamkrieg diente jenen UDT-Führern als Begründung, die Koalition mit der FRETILIN am 27. Mai 1975 zu verlassen. Am 6. Juni besetzten indonesische Truppen, getarnt als UDT-Kämpfer, die Enklave Oe-Cusse Ambeno. Die ausbleibende Reaktion Portugals bestätigte die indonesische Einschätzung, dass von der Kolonialmacht keine Interventionen mehr zu befürchten seien.
Am 25. Juli trafen die UDT-Führer Domingos de Oliveira und João Viegas Carrascalão erneut Vertreter des Bakin. Hier erklärte General Murtopo den Osttimoresen, dass die FRETILIN für den 15. August die gewaltsame Machtergreifung plane und wenn nicht Maßnahmen ergriffen würden, die FRETILIN aus dem Weg zu räumen, würde Indonesien in Osttimor einmarschieren. Würde die UDT aber in ihrem „Hinterhof“ aufräumen, würde Indonesien Osttimors Recht auf Selbstbestimmung anerkennen. Angesichts dieser Drohung und der zu erwartenden Niederlage bei freien Wahlen entschied man sich in der UDT zum Putsch (Operaçao Sakonar). Zwar warnte El Tari, der indonesische Gouverneur in Kupang Carrascalão auf seinem Rückweg von Jakarta, dass die Annexion Osttimors bereits beschlossene Sache sei, jedoch wollte man Indonesien jeden Vorwand für einen Einmarsch nehmen. Das damalige Mitglied des Zentralkomitees der FRETILIN und spätere Premierminister Osttimors Marí Alkatiri erklärte im Rückblick auf die Ereignisse:

„Ohne die Einmischung von außen hätte es keinen Bürgerkrieg gegeben.“

## Verlauf
Am 11. August holten sich UDT-Mitglieder Waffen von der Polizei und erklärten die Machtübernahme. Sie besetzten den See- und den Flughafen, den staatlichen Rundfunksender, Rádio Marconi, das Telefonamt, das zentrale Kraftwerk und das Wasserreservoir. Nur die Funkstation der Marine blieb in der Hand der Kolonialregierung. Dann übergab man der portugiesischen Verwaltung eine Forderungsliste. Die UDT betonte, der Einsatz diene nur dem Entfernen von extremistischen Elementen, um ein Eingreifen Indonesiens zu verhindern. Von Dili aus dehnten sich die bewaffnetem Aktionen auf die ganze Kolonie aus. 80 Mitglieder der FRETILIN wurden von der UDT in ihrem Hauptquartier in der Rua de Palapaço gefangen gehalten, unter ihnen Xanana Gusmão, der spätere erste Präsident Osttimors nach der indonesischen Besatzung. Ein weiteres Dutzend FRETILIN-Anhänger wurde ermordet, wie etwa José Lobato, der jüngere Bruder von Nicolau Lobato. Insgesamt mehrere hundert politische Gegner hielt die UDT in der gesamten Kolonie gefangen. Viele Gefangene kamen unter nicht geklärten Umständen ums Leben. Die UDT hatte zunächst weniger als 200 Mann zur Verfügung, doch Gouverneur Pires unternahm nichts, obwohl ihm mehr als 1700 Soldaten zur Verfügung standen.
Am 13. August bildete die UDT mit Sympathisanten aus der portugiesischen Kolonialarmee die Bewegung zur Einheit und Unabhängigkeit von Timor-Dili (portugiesisch Movimento para Unidade e Independência de Timor-Dili MUITD). Sie plante die Auflösung aller pro-Unabhängigkeitsparteien und Integration ihrer Mitglieder in die MUITD. In den ersten Tagen nach dem Putsch konnte die UDT den Polizeichef Rui Alberto Maggiolo Gouveia und verschiedene Einheiten des Militärs, wie die Kompanien in Baucau und Lospalos für sich gewinnen. UDT-Präsident Lopes da Cruz wurde von den UDT-Führern João Viegas Carrascalão und Domingos de Oliveira verhaftet, da man ihn der Zusammenarbeit mit Indonesien verdächtigte. Später bestätigte sich der Verdacht.
Am 16. August rief die UDT zur Vertreibung aller Kommunisten aus dem Territorium auf, auch „jener im Büro des portugiesischen Gouverneurs“. Sie forderte die Aufhebung des Dekrets 7/75, mit der der Zeitplan für die Entlassung Portugiesisch-Timors in die Unabhängigkeit bis 1978 festgelegt wurde und die Wiederaufnahme von Verhandlungen über die Unabhängigkeit der Kolonie. Am 17. August wurden Major Mota, Chef des Büros für politische Angelegenheiten, und Major Jónatas nach Lissabon zurückgeschickt. Die beiden Vertreter der Movimento das Forças Armadas (MFA) wurden beschuldigt, der kommunistische Flügel in der Kolonialregierung zu sein.
Die FRETILIN zog sich zunächst in ihre Hochburg in Aileu zurück, südlich von Dili. Hier befand sich auch das Trainingszentrums der Armee (Centro de Instrução). Der Partei gelang es in wenigen Tagen, die Mehrheit der vom Putsch geschockten Bevölkerung zu mobilisieren. Die meisten Timoresen, die Dienst in der portugiesischen Armee verrichteten, desertierten und schlossen sich der am 20. August gegründeten Forças Armadas de Libertação Nacional de Timor-Leste FALINTIL (deutsch Bewaffnete Kräfte zur nationalen Befreiung Osttimors) an, dem militärischen Arm der FRETILIN. Die UDT erhielt Zulauf aus der Polizei und nur wenigen Armeeeinheiten. Schließlich standen etwa 1.500 UDT-Anhänger 2.000 Kämpfern der FRETILIN gegenüber. Beide Parteien hatten sich mit Waffen aus Militärbeständen ausgerüstet. So setzte die FRETILIN auch 81-mm-Mörser ein.
Am 20. August besetzten FALINTIL-Kämpfer das portugiesische Militärhauptquartier in Taibesi und nahmen die portugiesischen Soldaten gefangen, darunter auch der stellvertretende Oberbefehlshaber der Truppen auf Timor. In Dili kam es zu Straßenkämpfen zwischen UDT und FRETILIN. Allerdings waren die Fronten sehr verworren. Während in Same APODETI und UDT gegen die FRETILIN kämpften, waren FRETILIN und UDT in Atsabe Verbündete gegen die APODETI und in Dili FRETILIN und APODETI gegen die UDT. Am 27. August übernahm die FRETILIN die Kontrolle über Dili. Die UDT zog sich zunächst zum Flughafen und Anfang September nach Westen durch Liquiçá in Richtung Indonesien zurück. Bis Mitte September beherrschte die FRETILIN den Großteil der Kolonie. Gouverneur Pires hatte in der Nacht vom 26. zum 27. August die letzten portugiesischen Verwaltungs- und Militärangehörigen auf die Dili vorgelagerte Insel Atauro evakuiert.  Grund dafür war ein Telegramm aus Lissabon, das vor der Gefahr einer Geiselnahme warnte und zur Flucht auf die sichere Insel riet. Mehr als 1700 Zivilisten wurden im August mit Schiffen nach Darwin gebracht. Von Atauro aus versuchte Pires erfolglos, zwischen den Konfliktparteien zu vermitteln. Von der FRETILIN wurde er gedrängt, zurückzukehren und die Entkolonialisierung voranzutreiben, aber er bestand darauf, auf Anweisungen aus Lissabon zu warten. Er wollte auf diese Weise einen Guerillakrieg gegen die portugiesische Regierung in Osttimor vermeiden. Allerdings erreichte Pires erst Anfang Oktober Unterstützung aus dem Mutterland in Form der Korvette Afonso Cerqueira. UN-Generalsekretär Kurt Waldheim rief erfolglos die Konfliktparteien zum Waffenstillstand auf.
In Baucau kaperten am 4. September UDT-Anhänger ein australisches Flugzeug und zwangen die Piloten insgesamt 44 Flüchtlinge nach Australien zu bringen. Bis zum Ende der Kämpfe flohen 10.000 bis 20.000 Osttimoresen in das indonesische Westtimor, vor allem Anhänger der UDT, der APODETI und der monarchistischen Partei KOTA, die die UDT im Bürgerkrieg unterstützt hatte. Die offizielle indonesische Zahl von 40.000 wird allgemein als zu hoch eingeschätzt. Geflohene Osttimoresen schätzten sie auf 10.000 bis 30.000. In Westtimor wurden die Flüchtlinge von der Annexionspolitik Indonesiens eingespannt. Untersuchungen ergaben, dass einige Zivilisten auch von der UDT gezwungen wurden, nach Westtimor zu „fliehen“, um dort von der indonesischen Armee rekrutiert zu werden. Allein aus Ermera sollen dies 1000 Personen gewesen sein. Zwischen 1500 und 3000 Menschen starben im Bürgerkrieg. Westliche Journalisten, australische und japanische Politiker und Vertreter des Internationalen Roten Kreuzes, die das Land besuchten, bestätigten den Vertretern der FRETILIN, dass sie von September bis Anfang Dezember sich ernsthaft um die sozialen und wirtschaftlichen Probleme bemühten, um die Verwaltung des Territoriums am Laufen zu halten.
Während des Bürgerkrieges versuchte Indonesien, Portugal zur Übergabe der Kolonie oder zumindest zur Genehmigung für eine Entsendung der indonesischen Armee zu bewegen. Zwar weigerte sich Portugal, doch die Gespräche und damit verbundene Hoffnung auf eine friedliche Einigung hinderten die schwächelnde Kolonialmacht, direkt gegen die indonesische Infiltration vorzugehen. Weiteres Konfliktpotential lieferte die indonesische Gefangennahme von 23 portugiesischen Offizieren und drei Zivilisten. Die indonesische Armee hatte ihnen im August den Grenzübertritt genehmigt, sie dann aber in Camps interniert. Portugal verweigerte ohne Freilassung der Geiseln jedes Entgegenkommen. Während die Zivilisten relativ bald freikamen, blieben die Militärangehörigen bis nach der Verkündung der offiziellen Annexion Osttimors durch Indonesien am 17. Juli 1976 in Gefangenschaft.
FRETILIN und UDT mussten später eingestehen, dass beide während des Bürgerkriegs Menschenrechtsverletzungen begangen hatten. Ein Großteil der Morde geht auf das Konto der FRETILIN, aber auch UDT-Anhänger mordeten. So wurden zum Beispiel gefangene Gegner ermordet. In Aileu und Same wurden Anfang 1976 die Massengräber von ermordeten UDT- und APODETI-Mitgliedern gefunden. Am 27. August 1975 töteten Kämpfer der UDT elf Unterstützer der FRETILIN am Strand von Meti Oan bei Wedauberek (Manufahi). Die FRETILIN-Anhänger waren am 11. August gefangen genommen worden, einige gehörten der FRETILIN-Jugendorganisation UNETIM an. Als man erfuhr, dass Kämpfer der FRETILIN anrückten, brachte man die Gefangenen von Same an die Küste und brachte sie dort um. Ein Opfer des Massakers von Wedauberek war Domingos Lobato, ein weiterer Bruder von Nicolau Lobato und Präsident der UNETIM. Am 1. September starben etwa 30 Menschen durch UDT-Kämpfer beim Massaker von Klaek Reman und Aifu. Die Morde hatten meist weniger politische Hintergründe. Eher nutzte man den Konflikt, alte Rechnungen zu begleichen. Laut späterer Interviews der Parteiführer gab es nie eine gezielte Politik der Ermordung der Gegner. Die Gewalt ging in erster Linie von den Kadern aus. Die Parteien ließen die Verbrechen aber ohne Kritik geschehen. José Ramos-Horta, ein FRETILIN-Führer, der sich für Verhandlungen während des Bürgerkriegs im Ausland befand, versuchte nach seiner Rückkehr erfolglos, die extremen Kräfte der Partei mit dem Sieg im Rücken zu einem erneuten Bündnis mit der unterlegenen UDT zu bewegen. Außerdem versuchte er, die Misshandlungen der UDT-Gefangenen zu unterbinden, und sorgte für die Repatriierung portugiesischer Soldaten, die von der FRETILIN festgehalten worden waren. Zudem sorgte er für die geregelte Ausreise timoresischer Kinder nach Australien, die von ihren Eltern getrennt worden waren.

## Folgen
Nach der Niederlage der UDT begann Indonesien, mit Soldaten, die als UDT-Kämpfer getarnt waren, in die Grenzgebiete Osttimors einzudringen und sie zu besetzen. Fünf westliche Journalisten, die in Balibo Zeuge der Invasion wurden (die sogenannten Balibo Five), wurden von indonesischen Soldaten ermordet. In Hoffnung auf internationale Unterstützung rief die FRETILIN am 28. November einseitig die Unabhängigkeit aus. Indonesien reagierte mit der Meldung, die Führer von UDT, APODETI, KOTA und der Arbeiterpartei hätten am 30. November 1975 die sogenannte Balibo-Deklaration unterzeichnet, in der zum Anschluss Osttimors an Indonesien aufgerufen würde. Die Deklaration, eine Ausarbeitung des indonesischen Geheimdienstes, wurde allerdings auf Bali und nicht in Balibo, wohl auf Druck der indonesischen Regierung, unterzeichnet. Die Unterzeichner waren mehr oder weniger Gefangene Indonesiens. Xanana Gusmão nannte das Papier die „Balibohong Declaration“, ein Wortspiel mit dem indonesischen Wort für „Lüge“.
Am 7. Dezember begann Indonesien mit der Operation Seroja die offene Invasion und die Besetzung des Landes. Auf dem Rückzug aus Dili kam es zu Massenhinrichtungen von Gefangenen aus dem Bürgerkrieg durch die FRETILIN. Zwar gab es keine offizielle Order der FRETILIN-Führung zur Tötung der Gefangenen, doch war es Konsens, dass sie die Beweglichkeit der FRETILIN behinderten, frei aber eine Bedrohung für den Widerstand gegen Indonesien darstellten. 1976 erklärte man die Eingliederung Osttimors in Indonesien. Durch die Besetzung und den Kämpfen mit der FALINTIL kamen bis zum Abzug Indonesiens 1999 geschätzte 183.000 von insgesamt 800.000 Einwohnern Osttimors ums Leben.
Der UDT-Führer João Viegas Carrascalão übernahm 2003 bei seiner Zeugenaussage vor der Empfangs-, Wahrheits- und Versöhnungskommission von Osttimor die volle Verantwortung für den Putsch und die Folgen.